# Dongzhou
För andra betydelser, se Dongzhou (olika betydelser).
Dongzhou är ett stadsdistrikt i Fushun i Liaoning-provinsen i nordöstra Kina.
1. ↑  http://www.geohive.com/cntry/cn-21.aspx